# Chiryū
Chiryū (jap. 知立市 Chiryū-shi) – miasto w Japonii, na wyspie Honsiu, w prefekturze Aichi.
Znajduje się tu także Chiryū-juku – trzydziesta dziewiąta z 53 stacji szlaku Tōkaidō. W okresie Edo był najbardziej wysuniętym na zachód miastem w prowincji Mikawa. Stacja położona była 330 kilometrów od Nihonbashi, początku Tokaidō, więc zajmowało to około 10 dni aby się tam dostać.
W 1889 roku powstał współczesny układ miejski, w efekcie tego w powiecie Hekikai powstało miasteczko Chiryū. 1 grudnia 1970 roku miasteczko Chiryū zdobyło status miasta.

## Transport

### Drogowy
- Droga krajowa nr 1, 23, 155, 419.

## Populacja
Zmiany w populacji Chiryū w latach 1970–2015:
| Rok  | Populacja |
| ---- | --------- |
| 1970 | 41 895    |
| 1975 | 47 209    |
| 1980 | 49 432    |
| 1985 | 50 506    |
| 1990 | 54 059    |
| 1995 | 58 578    |
| 2000 | 62 587    |
| 2005 | 66 085    |
| 2010 | 68 398    |
| 2015 | 70 494    |

## Miasta partnerskie
- Japonia: Ina
- Australia: Wyndham